# X/1999
X/1999 (tiếng Nhật: エックス, Ekkusu) là một bộ manga nổi tiếng được xuất bản tại nhiều nước của Clamp, một nhóm tác giả nữ người Nhật. Bộ manga ra mắt ở Nhật với tên X. X/1999 xuất hiện lần đầu trên tạp chí shoujo manga Asuka của Kadokawa Shoten từ tháng 5 năm 1992, với 18 tập đã được xuất bản, cùng vài chương kế tiếp trong tập cuối, X/1999 đã được xếp vào tình trạng "chờ" đang tiếp tục kể từ lần cuối xuất hiện trên tạp chí Asuka đầu năm 2003.
X/1999 được xây dựng dựa trên bối cảnh ngày tận thế, cùng sự xuất hiện của khá nhiều những nhân vật trong những manga khác của Clamp. X/1999 đã được dựng thành một bộ anime TV hoàn chỉnh cùng rất nhiều những sản phẩm có liên quan được ra đời.

## Nội dung
X/1999 kể về câu truyện ngày tận thế của Trái Đất. Cứ cách một ngàn năm, trận chiến quyết định tương lai của con người lại được diễn ra. Số phận của Kamui Shirou được định đoạt khi anh trở về Tokyo để đối mặt với sự thay đổi cuối cùng của mình. The Dragon of Heaven (Rồng Thiên đường), những người bảo vệ Trái Đất, sẵn sàng đứng dậy để che trở cho thế giới khỏi bàn tay của Dragon of Earth (Rồng Trái Đất), bảy vị ngự sứ, những người nắm trong tay quyền phá hủy hành tinh này để mang lại cho nó một sự thanh khiết tuyệt đối. Giờ đây Kamui phải quyết định sự lựa chọn hoặc là tham gia The Dragon of Heaven để bảo vệ Trái Đất khỏi thảm họa diệt vong, hoặc tham gia vào Dragon of Earth để thanh tẩy thế giới.

## Nhân vật

### Kamui Shirou (司狼 神威, Shirō Kamui)
Là một học sinh 16 tuổi, Kamui có năng lực quyết định được vận mệnh của Trái Đất: bị phá hủy và hồi sinh lại mà không có con người; hay là bảo vệ thế giới và để con người tiếp tục sống. Số phận cậu cũng đồng nghĩa với cái tên Kamui – bao hàm 2 nghĩa: "one who weilds powers of God (Tạm dịch: Người nắm giữ sức mạnh của Chúa)" và đồng thời cũng là "one who hunts the powers of God" (Tạm dịch: Kẻ săn đuổi sức mạnh của Chúa).
Ngoài Kamui ra còn có một "Kamui" khác - họ là hai ngôi sao song sinh và vận mệnh của họ đi trên hai con đường hoàn toàn tách biệt. Vì vậy khi Kamui quyết định số phận mình sẽ trở thành người đứng đầu "Dragons of Heaven" – những người có nhiệm vụ bảo vệ nhân loại khỏi thảm họa diệt vong, thì "Kamui" kia buộc phải trở thành thủ lĩnh của "Dragons of Earth" – những người nắm giữ sức mạnh hủy diệt Trái Đất.
Đáng buồn thay, số phận trớ trêu đã sắp đặt người có định mệnh đối lập với Kamui chính là Fuuma - người bạn thân thiết thời thơ ấu, cũng là anh trai của Kotori.
Sau khi lựa chọn vị trí thủ lĩnh của "Dragons of Heaven", Kamui quyết định tạm thời phong ấn thanh kiếm Shinken trong vòng bảo vệ trung tâm Clamp Campus.
Trong manga Tsubasa: Reservoir Chronicle: Kamui là thủ lĩnh của một nhóm người còn sống sót ở tòa nhà Tokyo Tocho: là người quyến rũ và đầy bí ẩn, nắm giữ quyền năng vô hạn, nhưng trong X/1999, anh lại tỏ ra là một con người tàn bạo, anh luôn mong muốn làm sống lại một người nào đó và sẵn sàng làm bất cứ điều gì để đạt được mục đích của mình (anh vẫn luôn đối đầu với Fuuma trong tất cả mọi việc).

### Fuuma Monou (桃生封真, Monou Fūma)
Fuuma là người có vận mệnh đối lập với Kamui, đồng thời cũng là người bạn thân nhất của Kamui. Fuuma ban đầu là một người rất tốt bụng và nhẹ nhàng. Anh luôn coi việc giúp đỡ cha là trách nhiệm của mình và rất yêu thương em gái bé nhỏ của anh – Kotori, và luôn có thành tích xuất sắc trong các hoạt động thể thao của trường trung học. Nhưng từ sau khi Nataku tấn công Kyogo và đánh cắp thanh Shinken đầu tiên, người cha sắp qua đời đã nói với Fuma rằng anh anh là ngôi sao song nam của Kamui, số mệnh bắt hai người phải đi trên hai con đường riêng biệt. Vì vậy, khi Kamui lựa chọn The Dragons of Heaven, "Kamui" khác bắt buộc phải trở thành một Dragon of Earth, cũng là lúc Fuuma biến mất. "Kamui" khác quay sang tấn công Kamui. Fuuma cũng có sức mạnh tương đương với Kamui và cũng sở hữu một thanh Shinken.
"Kamui" của The Dragons of Earth có khả năng cảm nhận được ước nguyện thực sự của mỗi người và kì lạ hơn anh có thể ban ước nguyện cho những bất kì ai, nhưng thật không may đó chính là một trong những cách thức có thể dẫn họ đến cái chết hoặc cướp đi mạng sống của người họ yêu thương. Anh cũng có khả năng đọc giấc mơ của người khác như Kanoe.
Fuuma có thể đi vào bất cứ kekai nào mà không hề nhận ra là mình có thể (ở những tập đầu). Anh hoàn toàn tin tưởng vào sức mạnh của mình cũng như tương lai của thế giới đã được định đoạt.
Trong manga Tsubasa: Reservoir Chronicle: Anh là thủ lĩnh của một nhóm người ở thành phố Tokyo, và đối đầu với Kamui (một vampire).

## Tranh cãi[2][3]
Nhiều lời suy đoán được đưa ra để giải thích cho sự ngừng lại của bộ truyện này. Một số ý kiến cho rằng thực sự Clamp cũng chưa có một cái kết rõ ràng cho X/1999 trong dự định của mình, và vẫn đang tiếp tục tìm kiếm và suy nghĩ một cái kết thích đáng và hợp lý. Một số khác thì cho rằng Clamp đã trở nên lười biếng, và đã quyết định dành hết thời gian của mình cho những bộ truyện mới. Một trong những ý kiến phổ biến nhất được đưa ra là X/1999 đã được đưa ra xuất bản thành tập vì sự bất đồng ý kiến giữa Clamp và tạp chí Asuka, họ cho rằng X/1999 ngày càng trở nên bạo lực hơn, và yêu cầu Clamp thay đổi diễn tiến phát triển của câu chuyện.
Lý do chính của việc ngưng giữa chừng của X/1999 còn do rất nhiều sự cố xã hội xảy ra tại Nhật cùng lúc với việc X/1999 được chuyển thể xuất bản thành các tập kiểu tankōbon. Với nội dung cốt yếu nói về ngày tận cùng của loài người, X/1999 đã có rất nhiều cảnh miêu tả những trận động đất cùng với sự hủy diệt dữ dội những tòa cao ốc lớn tại Tokyo. Rất nhiều nhân vật trong đó đã phải bỏ mình, bị chặt đầu hoặc rất nhiều cảnh chết chóc kinh hoàng khác. Với những sự kiện như vụ động đất ở Hanshin (trận động đất ở Kobe 1995) và thảm họa Kanto 1923 (một trong 10 trận động đất kinh hoàng nhất trong lịch sử) đã làm dấy lên một làn sóng lo âu, không hài lòng trong xã hội Nhật lúc đó, vì nội dung của X1999 khiến cho họ nhớ đến những thảm họa và hậu quả nặng nề đau thương vẫn còn in dấu sâu đậm.
Sau khi thảo luận nội dung với những người biên tập, rõ ràng thời điểm đó không thể là thời điểm thích hợp để tạp chí Asuka có thể xuất bản phần kết của X/1999 đúng như đã dự định. Nhằm mục đích giữ nguyên kết thúc ban đầu vốn có của X/1999, cũng như muốn tránh những cuộc tranh cãi và chỉ trích, X/1999 được quyết định đưa vào tình trạng "chờ", cho đến thời điểm mọi việc có thể lắng dịu thích hợp cho cái kết của X/1999 có thể được đưa ra.
Có lẽ không phải lỗi của Clamp hay tạp chí Asuka khi X/1999 phải dừng lại đột ngột như vậy, nhưng để phù hợp với dư luận và tâm trạng chung của xã hội vào thời điểm đó, cũng giống như tình trạng một vài bộ phim và game đã phải dừng lại sau thảm họa 11/9. Trong cuộc phỏng vấn của tạp chí PUFF cho số chuyên đề tháng 7 năm 2004, Clamp đã thảo luận về những lý do sự ngưng truyện đột ngột này, và khẳng định chắc chắn sẽ có một ngày nào đó họ hoàn thành X/1999.